# Archipelag Riau
Riau (Archipelag Riau) (indonez. Kepulauan Riau) – archipelag na Morzu Południowochińskim na wschód od Sumatry.
Leży u południowego krańca Półwyspu Malajskiego, oddzielony od niego i od Singapuru Cieśniną Singapurską; powierzchnia 10,8 tys. km². Składa się z kilkudziesięciu wysp, największe to: Bintan i Batam.
Gospodarka: uprawa palmy kokosowej, kauczukowca, pieprzu; rybołówstwo, wydobycie cyny, ropy naftowej, boksytów; główne miasta Batam, Tanjung Pinang. Administracyjnie wchodzi w skład prowincji Wyspy Riau, stanowi dystrykt Bintan.
Promy z Singapuru z Tanah Merah do portu Bandar Bentan Telani na wyspie Bintan obsługuje przewoźnik Bintan Resort Ferries.